# لويس ميغيل سلفادور
لويس ميغيل سلفادور (بالإسبانية: Luis Miguel Salvador)‏ (26 فبراير 1968 بمدينة مكسيكو في المكسيك - ) هو لاعب كرة قدم مكسيكي في مركز الهجوم، شارك في كأس العالم 1994. وشارك مع منتخب المكسيك لكرة القدم. أما مع النوادي، فقد لعب مع أتلانتي إف سي ونادي مونتيري ونادي سيلايا وAtlético Celaya ‏.

## مسيرته الكروية
لعب لويس ميغيل سلفادور خلال مسيرته الاحترافية مع 3 أندية في اثنا عشر موسمًا وسجل خلالها 106 هدف ضمن 271 مباراة. ولم يفز بأي موسم بالكأس وفاز في موسم واحد بالدوري.
خاض لويس ميغيل سلفادور مسيرته مع نادي أتلانتي إف سي في موسم 1989–90 في المرة الأولى ليلعب معه ستة مواسم ثم في موسم 1999–00 لمدة موسم واحد، مشاركًا طوالها في 145 مباراة سجل خلالها 77 هدفًا. ثم انتقل إلى نادي مونتيري في موسم 1995–96 ولمدة موسمين، حيث شارك في 63 مباراة سجل خلالها 16 هدفًا. لينتقل بعدها إلى Atlético Celaya ‏ في موسم 1997–98 واستمر معه طيلة ثلاثة مواسم، مشاركًا في 63 مباراة سجل خلالها 13 هدفًا.

## وصلات خارجية
- لويس ميغيل سلفادور على موقع الاتحاد الدولي (مؤرشف)  (الإنجليزية)
- لويس ميغيل سلفادور على موقع ناشيونال فوتبول تيمز (الإنجليزية)
- لويس ميغيل سلفادور على موقع Soccerway.com (الإنجليزية)